# دایانا فلیشمن
دایانا فلیشمن (انگلیسی: Diana Fleischman; ۲۲ آوریل ۱۹۸۱ – ) روان‌شناس، مربی اهل ایالات متحده آمریکا بود.